# Ben Bradshaw
Pour les articles homonymes, voir Bradshaw.
Benjamin Peter James Bradshaw (né le 30 août 1960) est un homme politique britannique du parti travailliste qui est député d'Exeter de 1997 à 2024 et secrétaire d'État à la Culture, aux Médias et aux Sports de 2009 à 2010. Avant d'entrer en politique, il travaille comme journaliste à la radio de la BBC. 

## Jeunesse et carrière dans le journalisme
Bradshaw est le fils d'un ancien vicaire anglican le chanoine Peter Bradshaw de la Cathédrale de Norwich  et de son épouse Daphne Murphy. Il fait ses études à la Thorpe Grammar School, puis à l'Université du Sussex où il obtient un diplôme en allemand. Il fréquente également l'Université de Fribourg en Allemagne pendant ses études de premier cycle. Entre 1982 et 1983, Bradshaw enseigne l'anglais au Technikum, une école de technologie à Winterthour dans le canton de Zurich en Suisse. 
Bradshaw devient journaliste à l'Exeter Express et Echo en 1984 et rejoint ensuite le Eastern Daily Press à Norwich en tant que journaliste en 1985. En 1986, il rejoint BBC Radio Devon et devient correspondant à Berlin pour BBC Radio en 1989 et travaille dans la ville lorsque le mur de Berlin est tombé. En 1991, il est devenu journaliste à The World At One de la BBC Radio, contribuant au programme jusqu'à son élection à Westminster. Il remporte le Sony News Reporter Award en 1993. 

## Carrière parlementaire

### Élection et premier mandat de député
Bradshaw est choisi pour se présenter à Exeter aux élections générales de 1997 après que le premier candidat désigné a été désélectionné par le parti travailliste local sur instruction du siège du parti travailliste. 
Le député conservateur sortant, John Hannam, a pris sa retraite et les conservateurs ont choisi Adrian Rogers comme candidat. Alors que Bradshaw est ouvertement gay, Rogers est un membre éminent de la droite religieuse. La campagne est violente avec des allégations d'homophobie et de péché. Bradshaw est élu député travailliste d'Exeter avec une majorité de 11 705 voix. Il prononce son premier discours à la Chambre des communes le 4 juillet 1997. Il est le deuxième député britannique ouvertement gay au moment de la première élection après Stephen Twigg. 
Aux Communes, Bradshaw présente la Loi sur les pesticides en 1998 qui accorde plus de pouvoirs aux inspecteurs. Il devient Secrétaire parlementaire privé du ministre d'État au ministère de la Santé John Denham en 2000. 

### Postes ministériels
Après les élections générales de 2001, Bradshaw entre au gouvernement de Tony Blair en tant que sous-secrétaire d'État parlementaire au ministère des Affaires étrangères et du Commonwealth. Quelques jours seulement après sa nomination au ministère des Affaires étrangères, il doit répondre à des questions à la suite des attentats terroristes du 11 septembre 2001. Le 6 mars 2002, tout en répondant aux questions parlementaires, Bradshaw accuse George Galloway "d'être non seulement un apologiste mais un porte-parole du régime irakien pendant de nombreuses années". Galloway répond en accusant Bradshaw d'être un menteur, bien qu'après une suspension de la séance des Communes, les deux hommes aient retiré leurs commentaires. 
Bradshaw devient adjoint du leader de la Chambre des communes Robin Cook en 2002 et est sous-secrétaire d'État au ministère de l'Environnement, de l'Alimentation et des Affaires rurales de 2003 à 2006, date à laquelle il est nommé ministre d'État au même département. Au cours de cette période, il est envoyé à Bruxelles pour négocier des modifications de la politique commune de la pêche au nom de la flotte de pêche côtière britannique.   
En 2003, Bradshaw soutient la position du gouvernement sur l'Irak et vote pour l'invasion de l'Irak en 2003. En 2005, il soutient la détention de suspects de terrorisme sans procès et vote pour la loi de 2005 sur la prévention du terrorisme. 

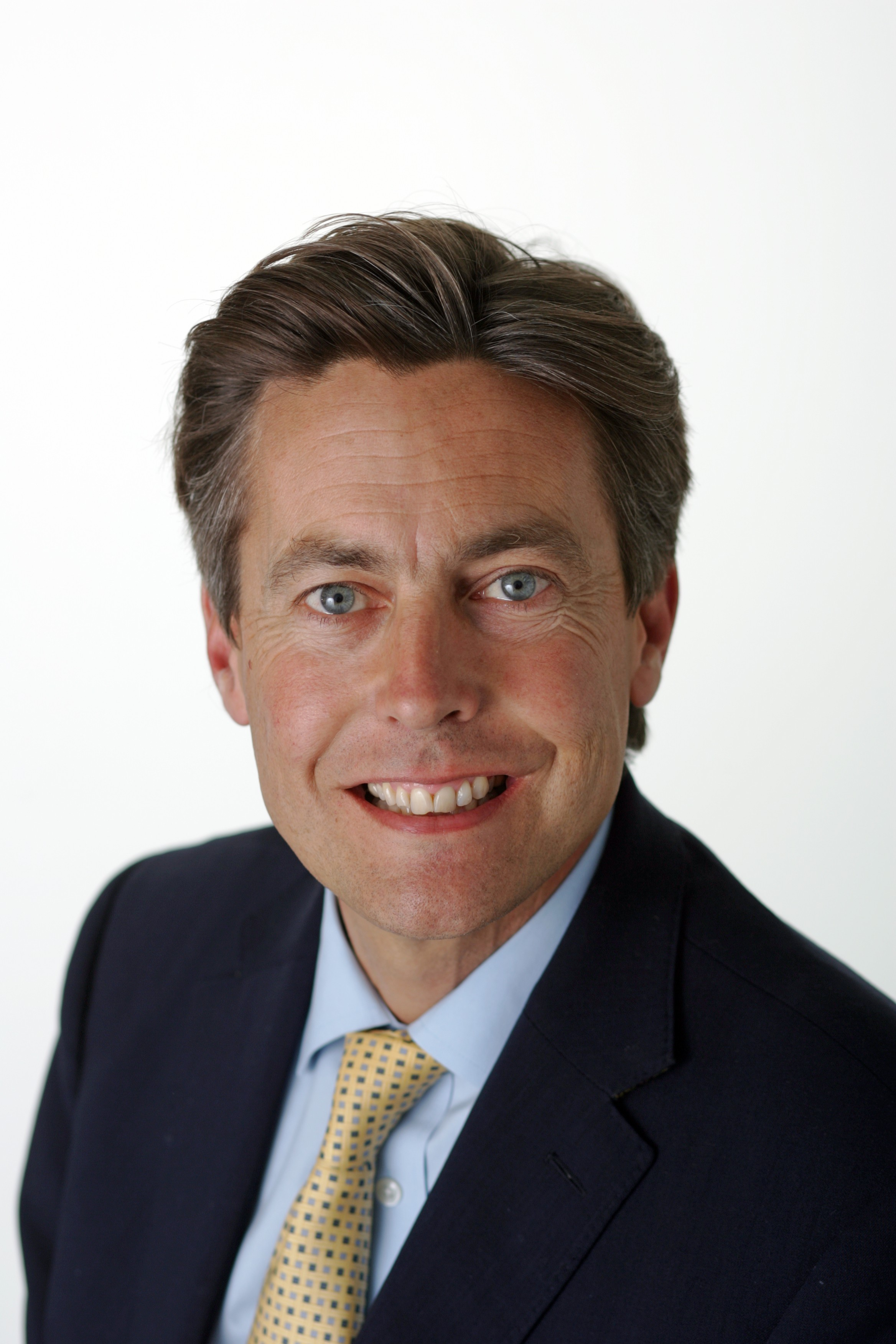
Photographie officielle de Bradshaw lorsque le ministre d'État au ministère de la Santé

Le 28 juin 2007, il est nommé ministre d'État au ministère de la Santé et ministre du portefeuille du Sud-Ouest.       
Le 5 juin 2009, il est nommé secrétaire d'État à la Culture, aux Médias et au Sport. Il occupe ce poste jusqu'aux élections générales de 2010 au Royaume-Uni et est secrétaire de la culture fantôme jusqu'aux élections de 2010 du cabinet fantôme du Parti travailliste (Royaume-Uni). 

### Dans l'opposition
Le 7 octobre 2010, le Parti travailliste a annoncé qu'il n'est pas élu à l'une des 19 places disponibles dans le premier cabinet fantôme du nouveau chef Ed Miliband. En 2011, Bradshaw vote pour l'Intervention militaire de 2011 en Libye. Le 5 février 2013, il vote en deuxième lecture à la Chambre des communes sur le projet de loi sur le mariage (couples de même sexe). 
Après la défaite de Labour aux élections générales de 2015 et la démission de Miliband et du chef adjoint Harriet Harman, Bradshaw annonce son intention le 15 mai de se présenter aux élections à la direction adjointe du Parti travailliste. Il obtient le minimum de 35 nominations requises pour se présenter et arrive dernier aux élections. 
Bradshaw est un critique de Jeremy Corbyn, qu'il accuse dans un article de septembre 2016 d'être une "combinaison destructrice d'incompétence, de tromperie et de menace". Ce commentaire est fait après que Bradshaw ait été inclus sur une liste interne des députés travaillistes, publiée par erreur, qui ont été impliqués dans des "abus" sur Corbyn et ses partisans. Il soutient Owen Smith dans la tentative ratée de remplacer Jeremy Corbyn aux élections à la direction du Parti travailliste (Royaume-Uni) en 2016 . Cependant, Bradshaw a depuis changé sa position sur Jeremy Corbyn, louant sa performance électorale de 2017. 
En novembre 2016, Bradshaw s'oppose à une motion du Parlement pour que le Royaume-Uni retire son soutien à l'Offensive au Yémen. 
Bradshaw affirme lors d'un débat à la Chambre des communes en décembre 2016 qu'il est "hautement probable" que le résultat du référendum sur le Brexit ait été manipulé par Vladimir Poutine. Bradshaw estime que cela correspond à un modèle d'ingérence dans les affaires d'autres pays après que la CIA ait accusé les pirates russes d'essayer d'influencer les élections américaines. Bradshaw soutient également que les Russes lui ont envoyé un e-mail contenant des logiciels malveillants sophistiqués et soutient qu'il s'agissait d'une cyberattaque. Bradshaw a déclaré: «L'e-mail est arrivé sur mon compte Gmail, qui est plus vulnérable que mon compte parlementaire.Il a été rédigé de manière intelligente pour le rendre tentant à ouvrir.». Bradshaw ajoute: «J'ai été le premier député à relever le rôle de la Russie dans le vote sur le Brexit en 2016. Depuis que je pose des questions sur la subversion du Kremlin de notre démocratie.».   

### Autres activités
En 2009, Ben Bradshaw remporte le prix Stonewall de l'homme politique de l'année en 2009 pour son travail en faveur de l'égalité des lesbiennes, des gays et des bisexuels. Bradshaw prête serment en tant que membre du Conseil privé du Royaume-Uni en 2009. 
Bradshaw est membre du conseil consultatif de la Henry Jackson Society. 

## Vie privée
Le 24 juin 2006, Bradshaw et son partenaire Neal Dalgleish, qui est un producteur de la BBC, enregistrent un partenariat civil. Il est l'un des premiers députés à le faire et il est le premier ministre du Cabinet à être en partenariat civil. 
Il est le frère de Jonathan Bradshaw, professeur émérite de politique sociale à l'Université d'York. 